# Liste der Bodendenkmale in Dettum
In der Liste der Bodendenkmale in Dettum sind die Bodendenkmale der niedersächsischen Gemeinde Dettum aufgeführt. Die Quelle ist der Denkmalatlas Niedersachsen.
- Diese Liste erhebt keinen Anspruch auf Vollständigkeit.
- Die Angaben ersetzen nicht die rechtsverbindliche Auskunft der zuständigen Denkmalschutzbehörde.
- Es sind nur Daten aus dem Denkmalatlas verarbeitet.
- Der Stand der Liste ist der 8. Juni 2025.

Dettum im Landkreis Wolfenbüttel

## Allgemein
In den Spalten finden sich folgende Informationen des Bodendenkmales:
| Lage         | geographische Koordinaten                                                           |
| Bezeichnung  | Bezeichnung lt. Denkmalatlas                                                        |
| Beschreibung | Beschreibung lt. Denkmalatlas                                                       |
| ID           | Objekt-ID                                                                           |
| Bild         | Bild, ggf. zusätzlich mit Link zu weiteren Fotos im Medienarchiv Wikimedia Commons. |

## Weferlingen
| Lage                        | Bezeichnung                     | Beschreibung | ID       | Bild |
| --------------------------- | ------------------------------- | --- | -------- | ---- |
| 52° 9′ 13″ N, 10° 41′ 23″ O | Weferlingen 1, Burg Weferlingen | Annähernd rechteckige Befestigungsanlage, die aus Hauptwall, Graben und niedrigem Vorwall bestand. Wallstücke im SO und NW erhalten. Das SO Teilstück besteht aus einem höheren Innenwall und einem niedrigeren Außenwall mit einem dazwischenliegenden tiefen breiten Graben. L. ca. 60 m, Gesamtbreite ca. 40 m. Höhe von Innenwall bis Graben 4,70 m. Oberflächen des Innenwalls durch flache Einschnitte und leichte Erdverlagerungen gestört. Das nordwestl. liegende Wallstück ist wohl ein Teil des Innenwalls. L. ca. 22 m, Br. ca. 14 m, H. 3,6 m. Wallfuß im O ca. 1,50 m höher liegend als im W. | 28953583 |      |